# Catrijp
Catrijp is een dorp in de gemeente Bergen, in de Nederlandse provincie Noord-Holland. Het dorp heeft 310 inwoners (2004).
Catrijp ligt tussen Bregtdorp en Groet in. Het vormt samen met Bregtdorp al lang een soort eenheid met Schoorl. Het is ontstaan doordat Schoorl groeide en niet voldoende ruimte had. Zo breidde het bewoonde gebied steeds meer uit richting Groet. Maar de echte verweving met Bregtdorp (en daardoor ook met Schoorl) vond eind twintigste eeuw en begin eenentwintigste eeuw plaats. Catrijp heeft meer zijn eigen dorpskern behouden, Bregtdorp niet.
De plaatsnaam komt al in 1745 voor als Catryp. Deze naam verwijst naar een strook land gelegen langs water, waarschijnlijk duinwater. Het eerste deel van de naam, 'cat' of 'kat', zou mogelijk verwijzen naar een soort vissersboot.

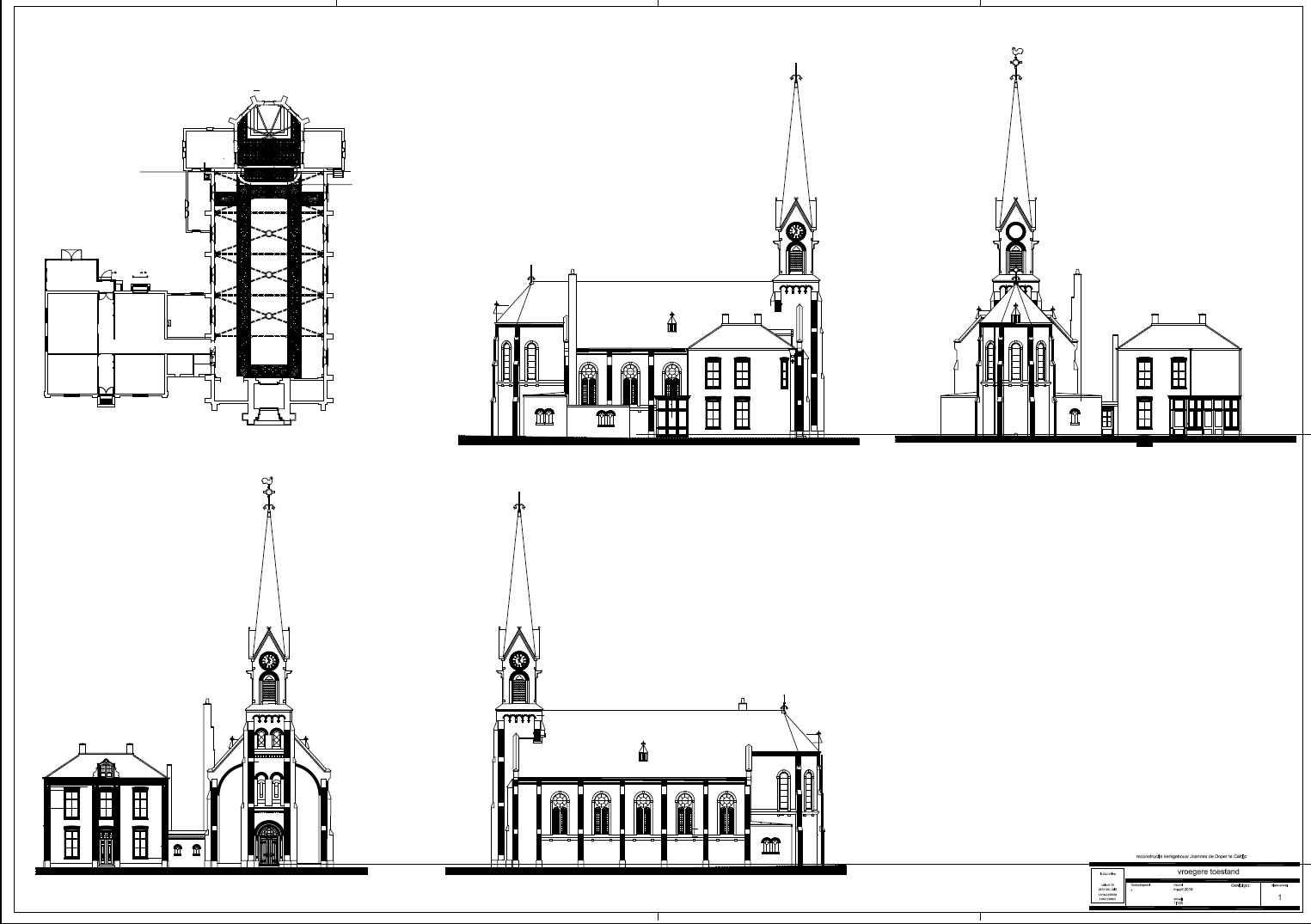
Aanzichten voormalig kerkgebouw Catrijp

In Catrijp heeft een kerkgebouw gestaan gebouwd in Neo-Romaanse stijl. Dit gebouw is ontworpen door Theo Asseler en is in 1871 voltooid. In 1970 is het  gebouw gesloopt.
Dorpen en gehuchten: Aagtdorp · Bergen · Bergen aan Zee · Bregtdorp · Catrijp · Camperduin · Egmond aan den Hoef · Egmond aan Zee · Egmond-Binnen · Groet · Hargen · Rinnegom · Schoorl · Schoorldam (deels) · Wimmenum

Buurtschappen: Duyncroft · Egmondermeer · Het Woud · Westdorp · Zanegeest

Badplaatsen (zonder woonkern): Hargen aan Zee · Schoorl aan Zee

Voormalige buurtschappen: Oostdorp · Oudburg

Voormalige gemeenten: Bergen · Egmond · Schoorl

Noord-Holland: Steden en dorpen      Nederland: Provincies · Gemeenten